# حالت قرارگیری ستون فقرات
پوسچر ستون فقرات موقعیت قرارگیری ستون مهره‌ها در بدن انسان است. در مورد اینکه وضعیت مطلوب ستون فقرات چیست، و در مورد اینکه پوسچر نامناسب ستون فقرات باعث کمردرد می شود، بحث وجود دارد.

## وضعیت خنثی ستون فقرات یا وضعیت خوب بدن
در وضعیت خنثی ستون فقرات اگر به جلو یا پشت بدن نگاه کنیم، باید ۳۳ مهره آن کاملا عمودی و در یک راستا قرار گرفته باشند، ولی از طرفین، بخش گردن (مهره‌های C1 تا C7) باید انحنای به داخل، بخش پشت سینه (مهره‌های T1 تا T12) باید انحنای رو به بیرون، و بخش کمر (مهره‌های L1 تا L5) باید انحنای به داخل داشته باشند. استخوان‌های خاجی و دنبالچه هم باید بین استخوان خاصره قرار گرفته باشند. وضعیت خنثی لگن خاصره یا وضعیت خوب آن در واقع وضعیتی است که اندکی به سمت جلو چرخیده باشد، به این معنی که خار تهیگاهی بالایی پیشین یا خار قدامی فوقانی ایلیاک باید درست در جلوی التصاق شرم‌گاهی یا سمفیز زهار قرار گیرد و هم راستا با آن در یک خط عمودی قرار نگیرد.

## ناهنجاری‌های وضعیت بدن یا اختلالات پوسچر
در پزشکی و مشاغل مربوط به آمادگی جسمانی، از مفهوم پوسچر خوب و ایده‌آل به عنوان «وضعیت خنثی ستون فقرات» یاد می.شود. پوسچر مناسب یا «وضعیت خنثی ستون فقرات»، حالت قرارگیری بدن به شکلی است که انحنای طبیعی ستون فقرات حفظ شود و نشان دهنده وضعیت مناسب بدن بین حالت‌های قرارگیری افراطی بدن است. انحراف از وضعیت خنثی ستون فقرات به عنوان انحنای بیش از حد یا کاهش انحنا ستون فقرات تعریف می‌شود. به ندرت این انحرافات در ستون فقرات فقط در یک نمای بدن رخ می دهند؛ با این حال، به طور معمول به این شکل به این انحرافات اشاره می‌شود. در نمای خلفی قدامی (PA)، انحراف جانبی ستون مهره‌ها (به راست یا چپ) منجر به  بیماری به نام کژپشتی یا اسکلیوز می‌شود. در سطح ساژیتال که نمایی از بدن به شکل چپ و راستی است،  انحنای بیش از حد ستون فقرات در ناحیه گردن، لوردوز گردن (جلو بودن و گودی گردن)، در ناحیه قفسه سینه، گوژپشتی یا کایفوزیس و در ناحیه کمر، کاوپشتی یا لوردوز نام دارد. انحنای کمتر از حد استاندارد ستون فقرات در ناحیه قفسه سینه، پشت صاف یا کمر صاف و در ناحیه کمر، کایفوزیس کمر نام دارد. برای ارزیابی وضعیت ستون فقرات از شاغول یا شاقول استفاده می‌شود و با مقایسه انحنای ستون فقرات با خط شاقولی، ناهنجاری های فوق تشخیص داده می‌شود. در نمای خلفی قدامی (PA)، خط شاقولی باید به صورت عمودی در خط وسط بدن قرار گیرد و آن را به‌طور متقارن به دو نیمه راست و چپ تقسیم کند که نشان دهنده توزیع یکنواخت وزن در سمت چپ و راست بدن است. در سطح ساژیتال یا دید جانبی، خط شاقولی باید از بالا و لاله گوش، برآمدگی ادنتوئید مهره C2، مهره‌های گردنی، وسط مفصل شانه یا گلنوهومرال، مهره‌های کمری، وسط حفره حقه‌ای یا قسمت خارجی و کناری تاج خاصره لگن، قسمت خارجی و کناری کشکک زانو و قسمت جلوی قوزک پا عبور کند. این خط مرجع ساژیتال از نظر تئوری نشان دهنده توزیع یکنواخت وزن بین قسمت جلو و عقب بدن است.

## اندازه‌گیری ناهنجاری‌های وضعیت بدن یا اختلالات پوسچر
کژپشتی یا اسکلیوز در سنین پایین به‌طور کامل خود را نشان می‌دهد و حتی قابل تشخیص و ارزیابی است. اندازه‌گیری میزان انحراف در این بیماری معمولا با استفاده از روش استاندارد شده زاویه کاب انجام می‌شود. این روش شامل اندازه‌گیری درجه تغییر شکل و انحراف با استفاده از زاویه بین دو مهره متوالی است. روش کاب توسط انجمن تحقیقات اسکولیوز (SRS) در سال ۱۹۶۶ پذیرفته شد. انحرافات ستون فقرات در سطح ساژیتال مانند لوردوز گردن، کاوپشتی و کایفوزیس به دلیل اینکه انحنای نرمال سطح ساژیتال در بین افراد مختلف تنوع قابل توجهی دارد، هنوز اندازه‌گیری نشده است. روش کاب همچنین یکی از اولین تکنیک‌هایی بود که برای اندازه‌گیری میزان تغییر شکل در سطح ساژیتال یا دید جانبی استفاده شد. این تکنیک به‌عنوان یک روش اندازه‌گیری دو بعدی محدودیت‌هایی دارد و برای اندازه‌گیری انحناهای ستون فقرات، تکنیک‌های جدیدی ارائه شده است. اخیرا تکنیک‌های تصویربرداری سه بعدی با استفاده از مقطع‌نگاری رایانه‌ای یا به اصطلاح سی‌تی اسکن و تصویربرداری پرتو مغناطیسی برای اندازه‌گیری انحناهای ستون فقرات استفاده شده است. این تکنیک‌ها امیدوارکننده هستند اما اعتبار و دقت لازم برای استفاده به‌عنوان مرجع برای اهداف بالینی را ندارند.